# Montenegrinischer Fußballpokal 2020/21
Der Montenegrinischer Fußballpokal 2020/21 (Kup Crne Gore) war die 15. Austragung des Pokalwettbewerbs im Fußball in Montenegro seit der Unabhängigkeit im Juni 2006. Pokalsieger wurde der FK Budućnost Podgorica, der sich im Finale gegen den FK Dečić Tuzi durchsetzte.
Durch den Sieg im Finale qualifizierte sich Budućnost für die 1. Qualifikationsrunde der UEFA Europa Conference League 2021/22.

## Modus
Außer im Halbfinale wurde der Sieger in einem Spiel ermittelt. Stand es nach der regulären Spielzeit von 90 Minuten unentschieden, kam es ohne Verlängerung direkt zum Elfmeterschießen.
Das Halbfinale wurde in Hin- und Rückspiel ausgetragen. Bei Torgleichheit entschied zunächst die Anzahl der auswärts erzielten Tore, danach ohne Verlängerung ein Elfmeterschießen.
Das Finale wurde dagegen im Falle eines Remis zunächst verlängert und gegebenenfalls durch Elfmeterschießen entschieden.

## Teilnehmende Teams
| Prva Liga (10) | Druga Liga (6) |
| --- | --- |
| - FK Budućnost Podgorica - FK Dečić Tuzi - FK Iskra Danilovgrad - FK Jezero Plav - OFK Petrovac - FK Podgorica - FK Rudar Pljevlja - FK Sutjeska Nikšić - OFK Titograd - FK Zeta Golubovci | - FK Arsenal Tivat - FK Bokelj Kotor - FK Grbalj Radanovići - FK Ibar Rožaje - FK Jedinstvo Bijelo Polje - FK KOM Podgorica |

## Achtelfinale
| Datum      |                        | Ergebnis |                           |
| ---------- | ---------------------- | -------- | ------------------------- |
| 21.10.2020 | FK Grbalj Radanovići   | 0:4      | FK Arsenal Tivat          |
| 21.10.2020 | FK Bokelj Kotor        | 3:0      | FK KOM Podgorica          |
| 21.10.2020 | FK Iskra Danilovgrad   | 3:0      | OFK Titograd              |
| 21.10.2020 | OFK Petrovac           | 1:5      | FK Dečić Tuzi             |
| 21.10.2020 | FK Budućnost Podgorica | 3:1      | FK Rudar Pljevlja         |
| 21.10.2020 | FK Podgorica           | 2:0      | FK Jezero Plav            |
| 21.10.2020 | FK Zeta Golubovci      | 8:0      | FK Ibar Rožaje            |
| 21.10.2020 | FK Sutjeska Nikšić     | 3:0      | FK Jedinstvo Bijelo Polje |

## Viertelfinale
| Datum      |                  | Ergebnis |                        |
| ---------- | ---------------- | -------- | ---------------------- |
| 25.11.2020 | FK Bokelj Kotor  | 0:6      | FK Budućnost Podgorica |
| 25.11.2020 | FK Arsenal Tivat | 0:1      | FK Iskra Danilovgrad   |
| 25.11.2020 | FK Dečić Tuzi    | 2:3      | FK Sutjeska Nikšić     |
| 25.11.2020 | FK Podgorica     | 1:0      | FK Zeta Golubovci      |

## Halbfinale
| Datum             |                      | Gesamt |                        | Hinspiel | Rückspiel |
| ----------------- | -------------------- | ------ | ---------------------- | -------- | --------- |
| 21.04./05.05.2021 | FK Zeta Golubovci    | 2:4    | FK Budućnost Podgorica | 2:1      | 0:3       |
| 21.04./05.05.2021 | FK Iskra Danilovgrad | 0:1    | FK Dečić Tuzi          | 0:0      | 0:1       |

## Finale
| Paarung                | FK Dečić Tuzi – FK Budućnost Podgorica |
| Ergebnis               | 1:3 (1:2) |
| Datum                  | 30. Mai 2021 um 20:30 Uhr MESZ |
| Stadion                | Gradski Stadion pod Goricom, Podgorica |
| Zuschauer              | 1.200 |
| Schiedsrichter         | Mileta Šćepanović |
| Tore                   | 0:1 Vučić (3.) 0:2 Mijović (28.) 1:2 Pešukić (38.) 1:3 Ivanović (90.) |
| FK Dečić Tuzi          | Stefan Popović – Adrijan Rudović, Matija Božanović (58. Jovan Nikolić), Jonathan Drešaj, Marko Tući – Kristijan Vulaj, Danilo Marković (80. Andjelo Rudović), Pjeter Ljuljđuraj, Ilir Camaj (65. Admir Adrović) – Mario Gjolaj, Danilo Pešukić Cheftrainer: Mladen Milinković     |
| FK Budućnost Podgorica | Miloš Dragojević – Andrija Ražnatović, Anton Babić, Marko Vučić, Vladan Adžić – Draško Božović, Petar Grbić, Miloš Raičković (90.+2' Victor Đukanović), Vasilije Terzić – Igor Ivanović (90.+2 Miomir Đuričković), Lazar Mijović (86. Marko Mrvaljević) Cheftrainer: Edis Mulalić |
| Gelbe Karten           | Pjeter Ljuljđuraj, Vulaj, Pešukić, Nikolić, Tući – Mijović, Ražnatović, Adžić, Božović |